# Bolechowo (województwo wielkopolskie)

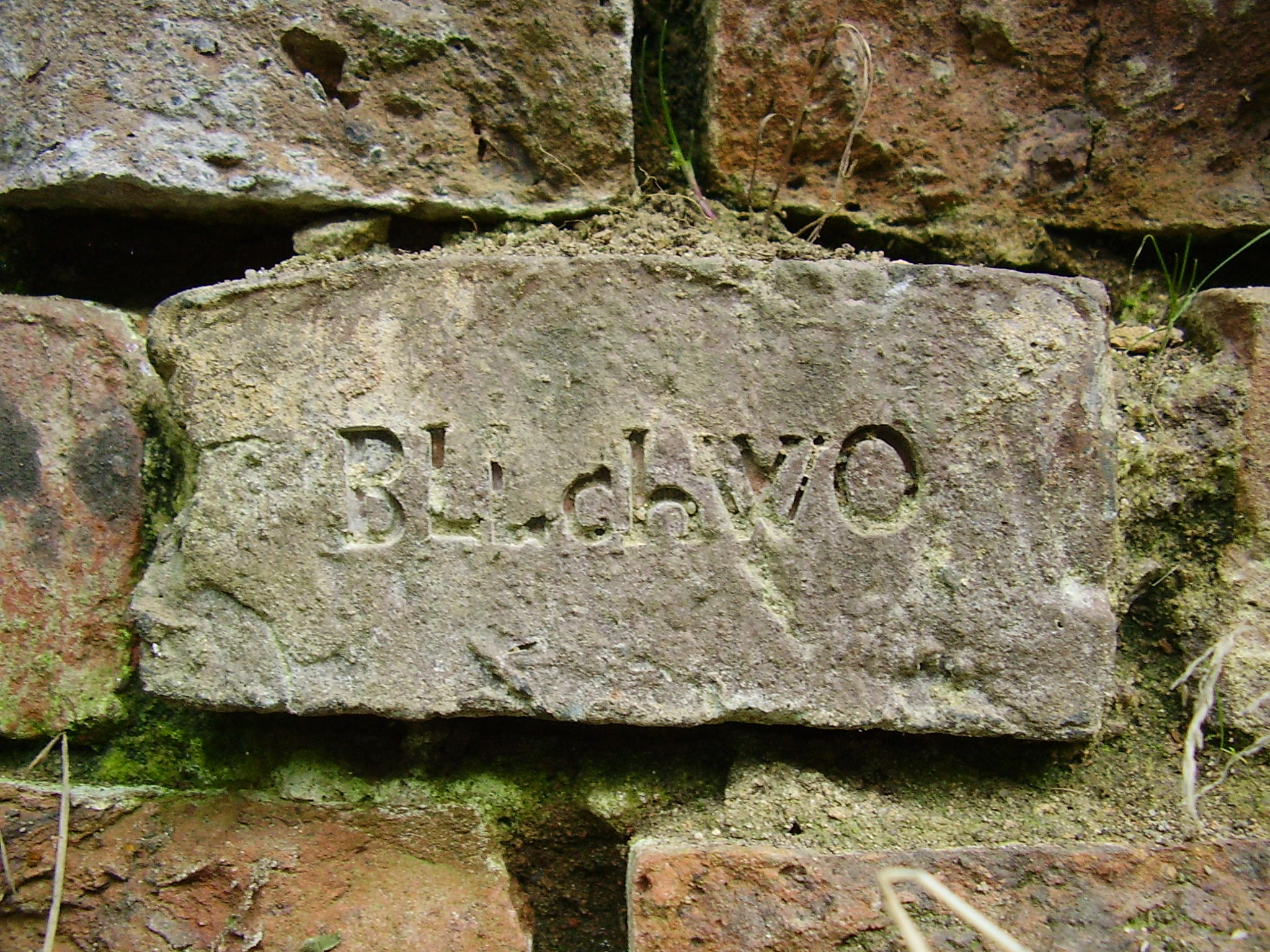
Cegła z Bolechowa użyta do budowy Fortu Winiary

Bolechowo – wieś w Polsce położona w województwie wielkopolskim, w powiecie poznańskim, w gminie Czerwonak, 4 km na południe od Murowanej Gośliny, przy drodze wojewódzkiej 196 oraz linii kolejowej 356 (Poznań – Wągrowiec – Gołańcz).

## Nazwa
Nazwa wsi pochodzi od imienia Bolech. Pierwsza wzmianka o Bolechowie pochodzi z 1252 roku, wówczas wieś znalazła się wśród innych miejscowości nadanych przez Przemysła I Cysterkom. W ówczesnych dokumentach nazwa widnieje jako Bolechow, Bolechow Mayus, a także Bolechowow Wielkie (w odróżnieniu od Bolechówka – wcześniej, przed XVII wiekiem zwanego Bolechowcem lub Bolechowem Małym). Miejscowość pod obecnie używaną nazwą Bolechowo wymieniona jest w łacińskim dokumencie wydanym w Poznaniu w 1280 roku sygnowanym przez króla polskiego Przemysła II.
Podczas okupacji niemieckiej w latach 1943–1945 wieś nazywała się Bolchau.

## Historia i obiekty
Wieś duchowna, własność Klasztoru Cysterek w Owińskach pod koniec XVI wieku leżała w powiecie poznańskim województwa poznańskiego.
W roku 1978 rolnicza spółdzielnia o powierzchni 185 hektarów uruchomiła wielką fermę brojlerów, o docelowej produkcji 250 000 kurczaków rocznie. Ferma została zbudowana we współpracy z Czechosłowacją. Na północ od wsi we wrześniu 1978 roku odsłonięto pomnik ku czci ofiar II wojny światowej – we wrześniu 1939 roku hitlerowcy rozstrzelali pięciu Polaków. Przy szosie na południe od wsi znajduje się oddział poznańskiego Stomila – obok niego, przy stacji PKP leży osada robotnicza – Bolechowo-Osiedle. Od 1996 ma tam siedzibę fabryka autobusów Solaris Bus & Coach (początkowo Neoplan Polska).
W XIX w. funkcjonowała cegielnia, która zaopatrywała Twierdzę Poznań oraz inne budynki w materiały budowlane.

## Przyroda
Półtora kilometra na wschód od wsi leży jezioro Bolechowskie, otoczone lasem. Po wschodniej stronie jeziora znajduje się dawna gajówka Bolechowo, a w jej pobliżu pomnikowe dęby i obwodach 320, 350, 400 i 430 cm.

## Zabytki
W bolechowskim parku stoi dwór z pierwszej połowy XIX wieku, rozbudowany pod koniec tego wieku, a na początku wieku XX gruntownie przebudowany. Na osi balkon z czterokolumnowym portykiem jońskim, u góry balustrada, w zachodnim skrzydle znajduje się natomiast sala balowa. W części północnej parku znajduje się kaplica zbudowana w 1899 roku, w niszy nad wejściem umieszczono figurę Matki Boskiej, wykonanej według Madonny sykstyńskiej Rafaela. W pobliżu wsi odkopano osadę wczesnośredniowieczną oraz znaleziska z okresu mezolitu.

## Ciota Gorysława
Tadeusz Piszczek zapisał w latach 60. XX wieku legendę z terenu Bolechowa. W myśl tego podania Mieszko I, wkrótce po Chrzcie Polski wyruszył do Murowanej Gośliny, aby wznieść tam kościół. Stał się wtedy cud – kamienie same kulały się na budowę. Czarownica (Ciota) Gorysława, zamieszkująca te okolice, jako poganka, chciała powstrzymać ten proces. Poprosiła więc diabła Kusego o moc zatrzymania turlających się kamieni i moc taką otrzymała. Kamienie wstrzymywały się na tzw. Mielcuchu w Bolechowie (leżą tam podobno do dziś). Mieszko, dowiedziawszy się o tym czynie, polecił przepędzić Ciotę, ale ta sama uciekła na miotle w kierunku Puszczy Zielonki, gdy zauważyła zbliżającą się drużynę. Więcej nikt jej nigdy nie widział.

## Dawny podział administracyjny
W latach 1975–1998 miejscowość administracyjnie należała do województwa poznańskiego.